# Celama infralba
Celama infralba är en fjärilsart som beskrevs av Inoue 1976. Celama infralba ingår i släktet Celama och familjen trågspinnare. Inga underarter finns listade i Catalogue of Life.